# شافتسبوری
longitudeشافتسبوریlatitudeشافتسبوری
شافتسبوری (به انگلیسی: shaftesbury) یک شهرک در بریتانیا است که در انگلستان واقع شده‌است.

## خصوصیات
شافتسبوری ۶٬۶۶۵ نفر جمعیت دارد.